# Skalní brána

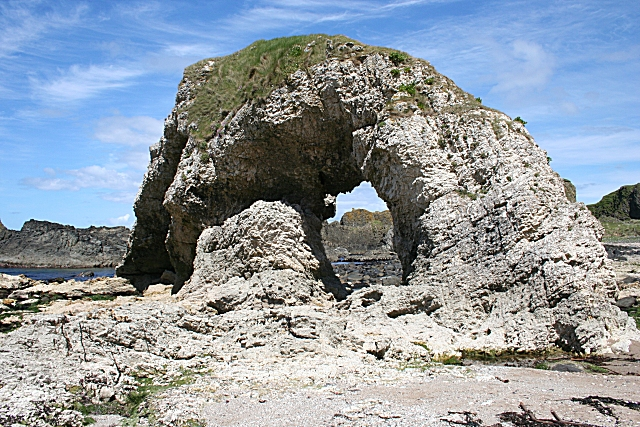
Skalní brána na pobřeží Severního Irska východně od Giant’s Causeway

Skalní brána, skalní most či skalní oblouk je přírodní geomorfologický tvar, vzhledem připomínající bránu či most. Skalní brány vznikají erozí hornin, která z rozličných důvodů postupuje v nižší části skalního bloku rychleji. Jedním ze znaků skalní brány je, že její dno se nachází v úrovni okolního terénu. Skalní brána nemusí být vždy typem oblouku, kde příkladem je Krakovská brána, která oblouk nemá, ale je to výrazný průchod ve skalním masivu.
Někdy bývají skalní mosty a skalní brány od sebe rozlišeny, např. podle The Natural Arch and Bridge Society je skalní most podtypem skalní brány. Typickým znakem skalní brány je podle zmíněné organizace to, že skrz ní protéká nebo v minulosti protékal vodní tok nebo byl skalní útvar využíván člověkem jako most, případně jej vytvořil člověk sám.

## Příklady skalních bran a mostů

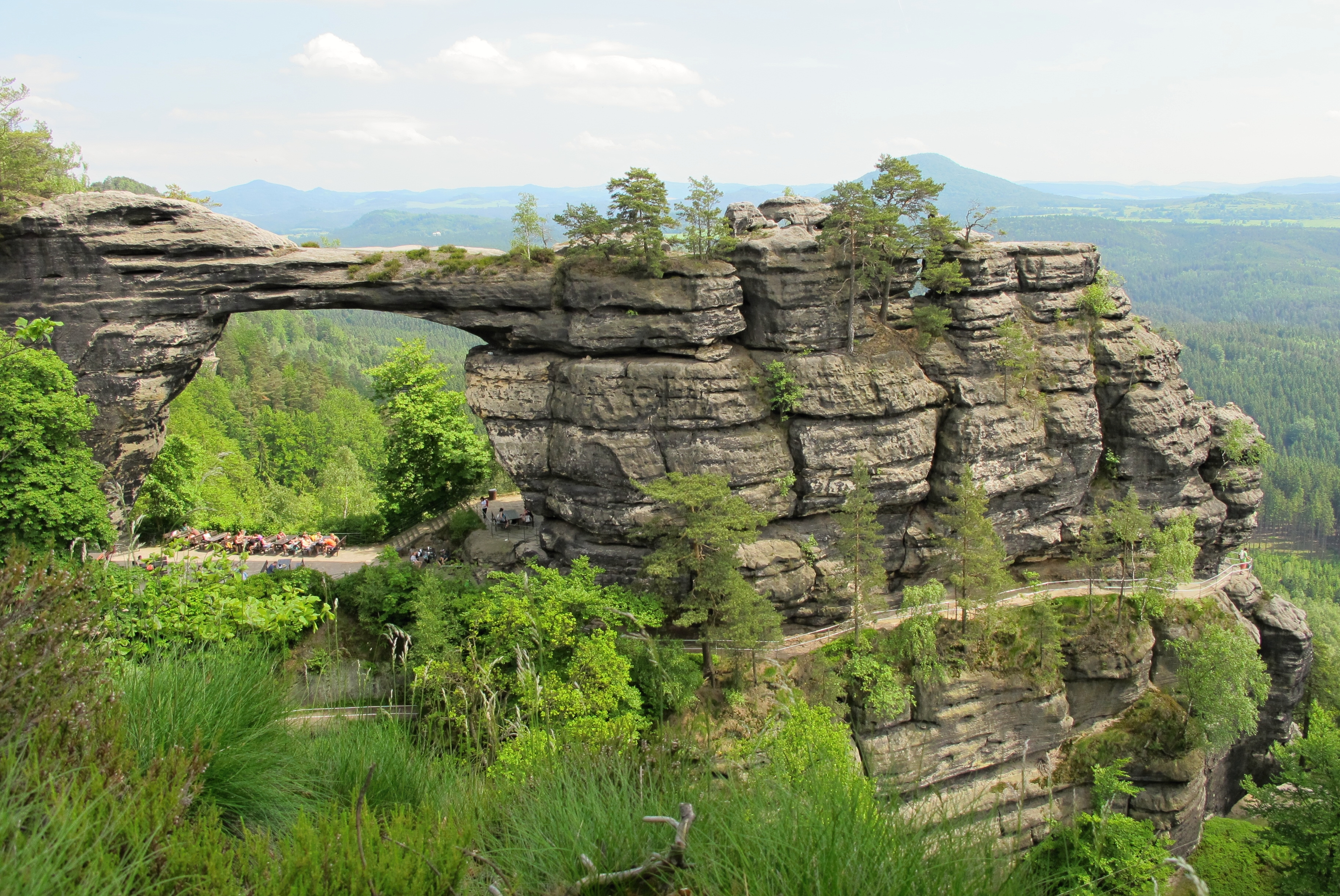
Pravčická brána, NP České Švýcarsko
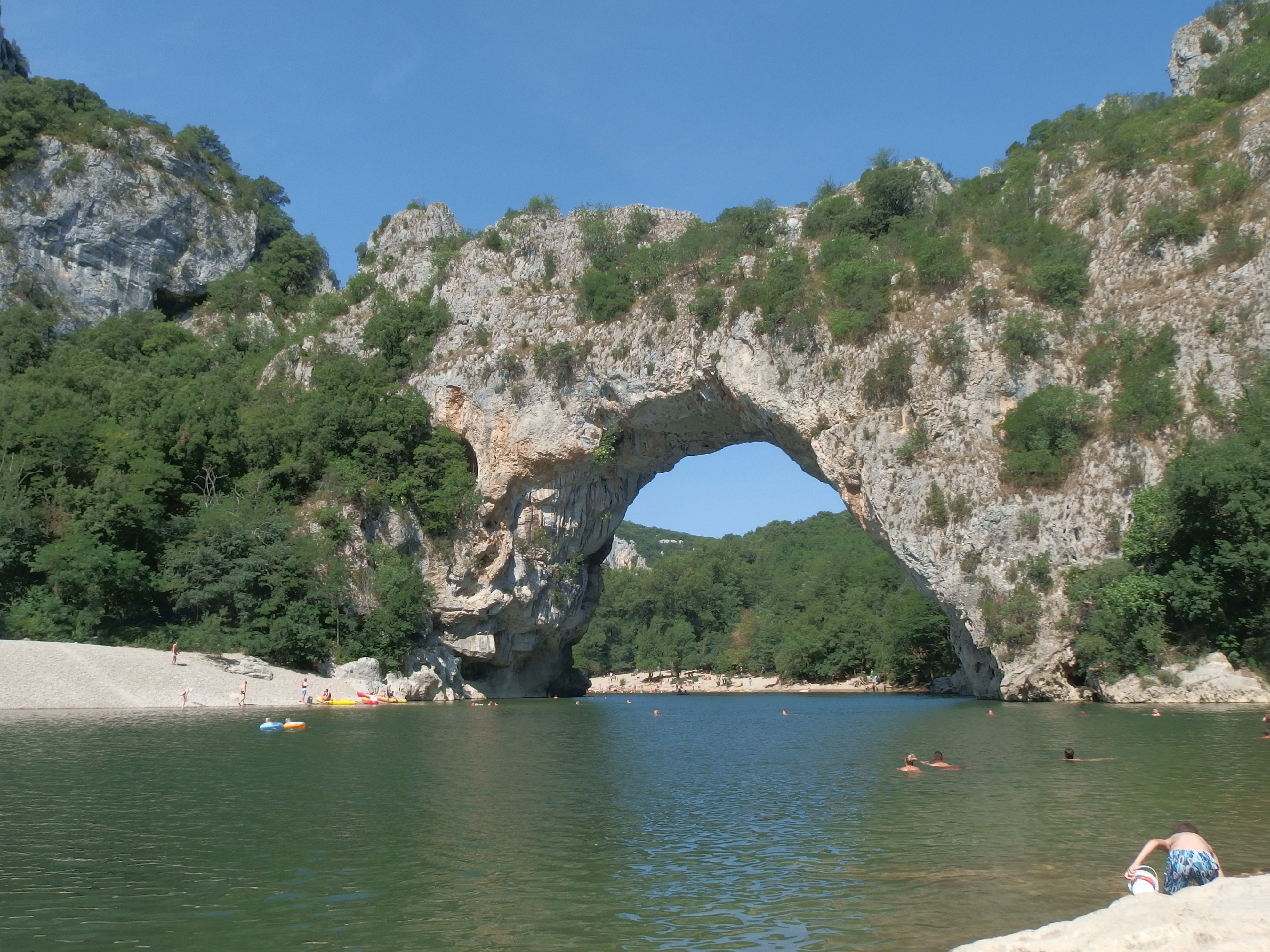
Skalní most Pont d'Arc, jižní Francie
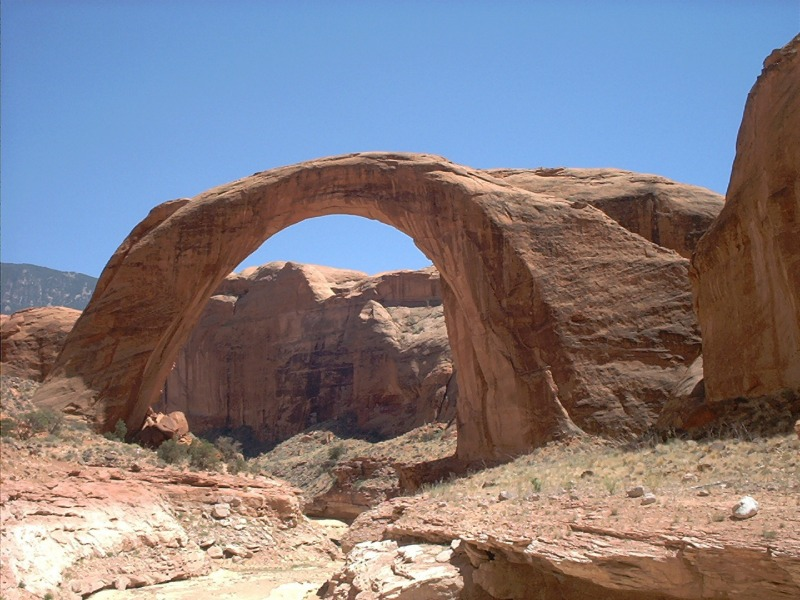
Duhový most, Utah, USA
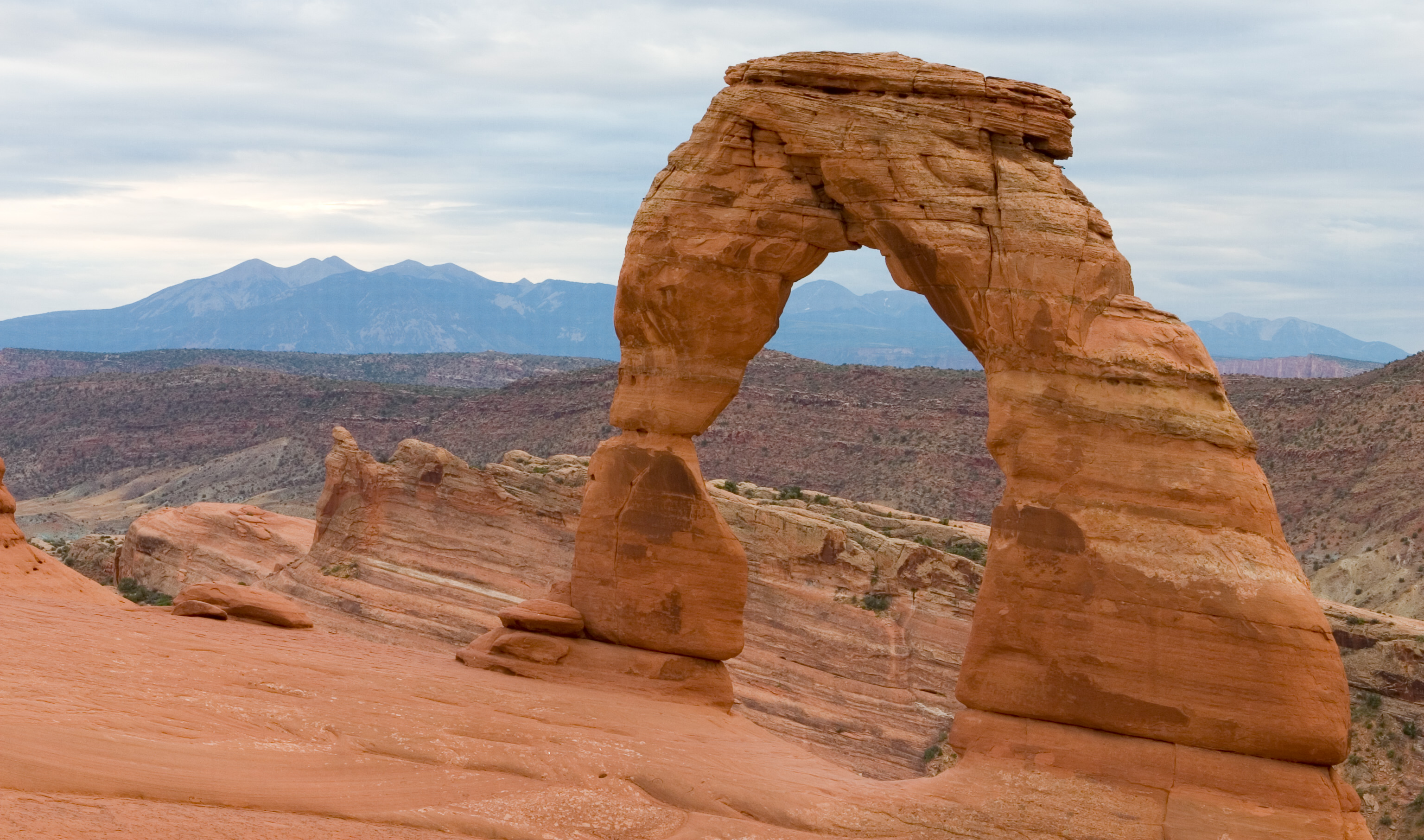
Delikátní oblouk, Utah, USA
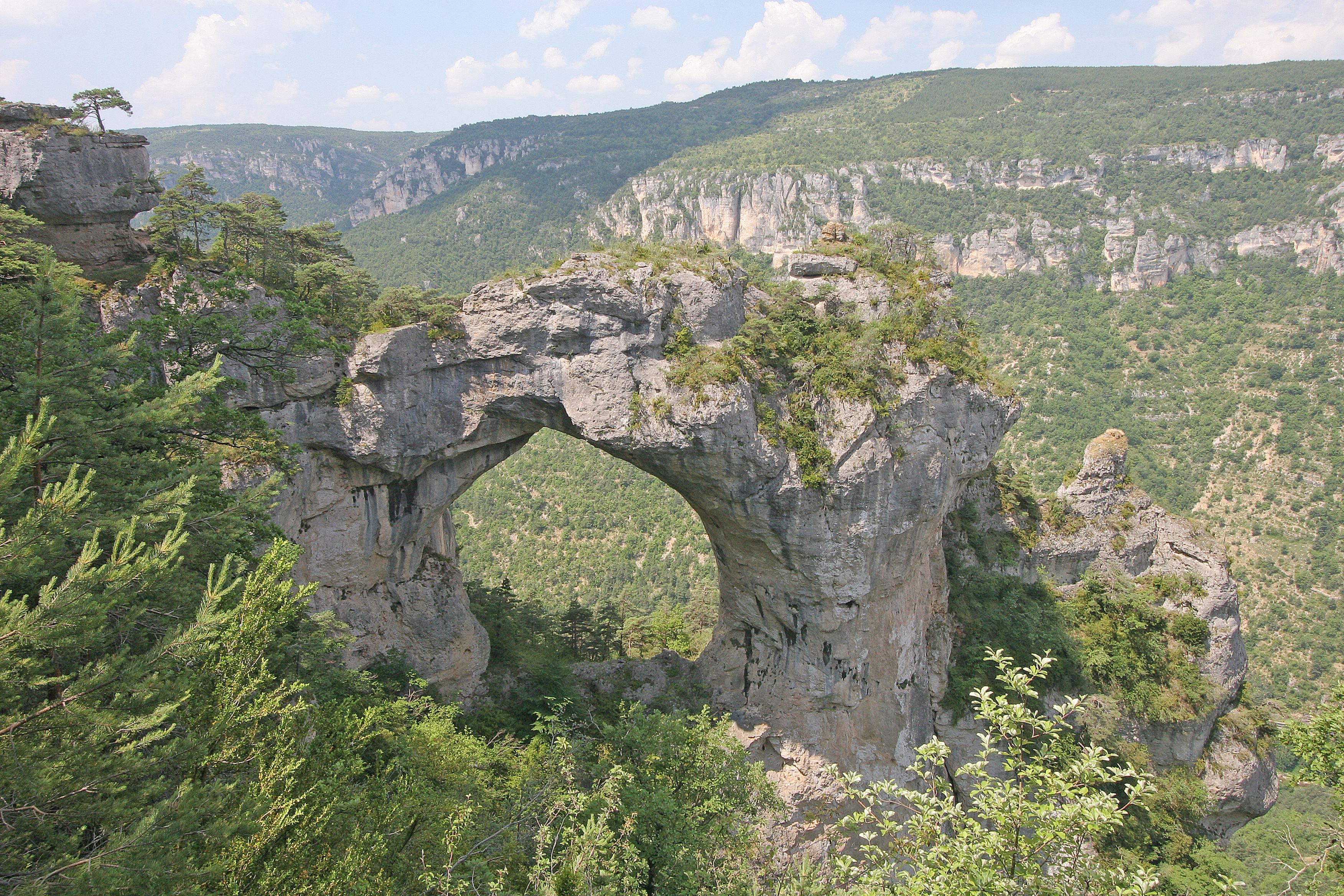
Skalní most Baousso del Biel v údolí řeky Tarn, jižní Francie
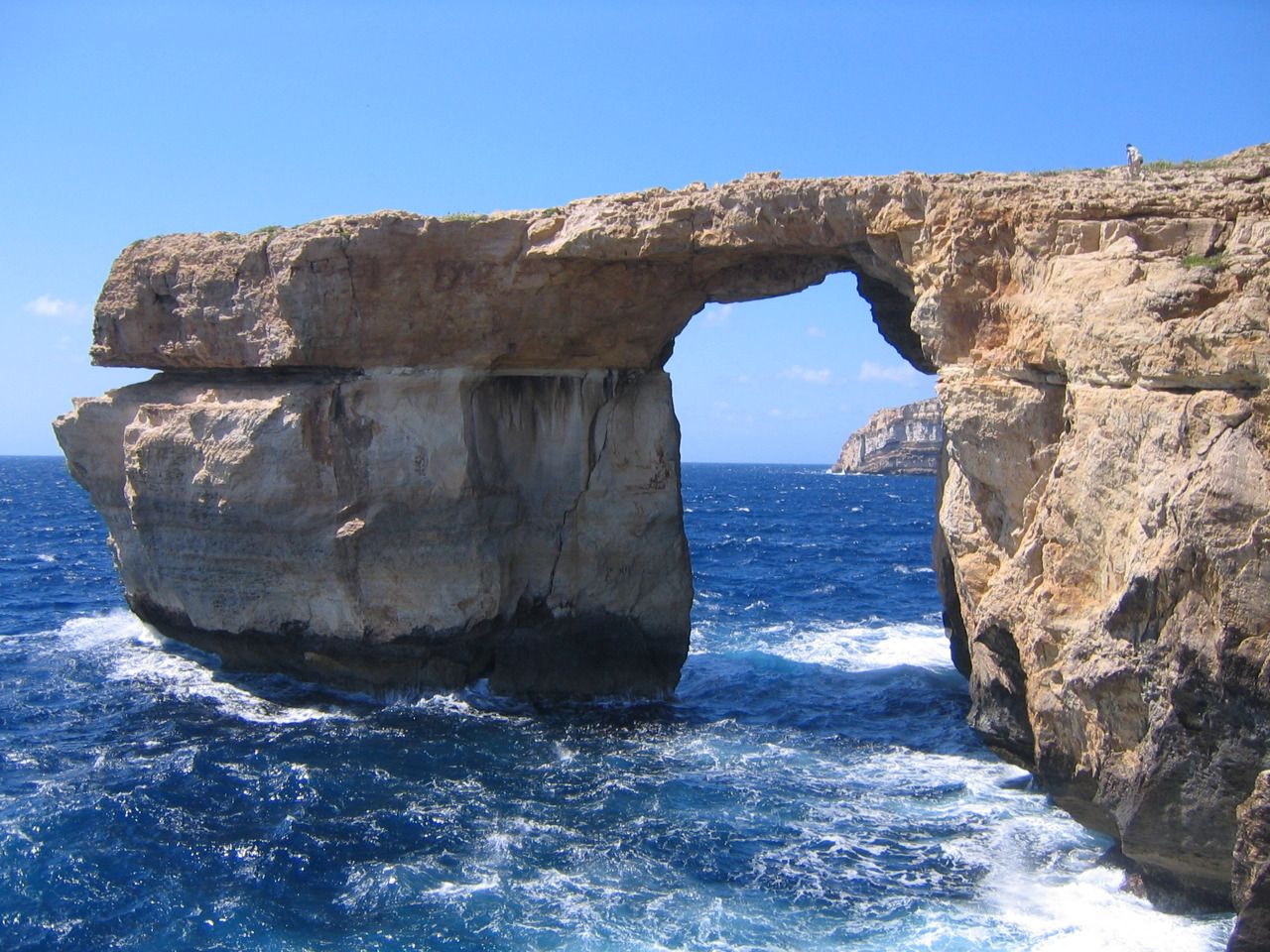
Azurové okno na maltském ostrově Gozo se kompletně zhroutilo během silné bouře 8. března 2017.